# بی‌ای‌پی اسلای (اس‌اس۳۵)
بی‌ای‌پی اسلای (اس‌اس۳۵) (به انگلیسی: BAP Islay (SS-35)) یک زیردریایی است که طول آن 55.9 m می‌باشد. این زیردریایی در سال ۱۹۷۳ ساخته شد.